# Schéma départemental d'amélioration de l'accessibilité des services au public
 (janvier 2017).
Si vous disposez d'ouvrages ou d'articles de référence ou si vous connaissez des sites web de qualité traitant du thème abordé ici, merci de compléter l'article en donnant les références utiles à sa vérifiabilité et en les liant à la section « Notes et références ».
En France, le Schéma départemental d'amélioration de l'accessibilité des services au public (SDAASP) est un programme de renforcement de l'offre de services fixé pour une période de 6 ans au niveau départemental.
Son objectif est de réduire les déséquilibres territoriaux et d'améliorer la qualité des services publics en répondant plus précisément aux besoins de la population.
Ses modalités sont définies à l'article 98 de la loi NOTRe du 7 août 2015.